# 尿蛋白

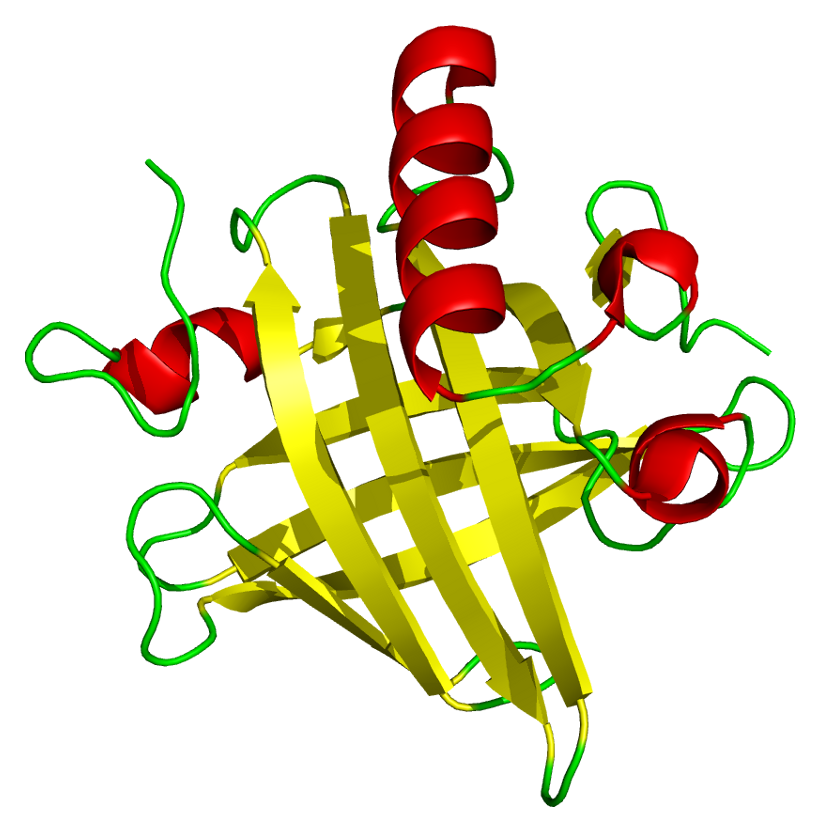

尿蛋白（にょうたんぱく）とは臨床検査の一つ。腎臓機能の測定のために使用される。

## 概要
健常人であれば糸球体で濾過された蛋白質は近位尿細管で大部分が再吸収され、尿中に排泄されるのは多くても100mg/日程度である。腎機能が傷害されて再吸収が阻害されると、濾過された蛋白質が尿中に排泄されて検査陽性となり、いわゆる蛋白尿と呼ばれる状態となる。

## 測定法
試験紙法
pH指示薬の蛋白誤差を利用した方法で、尿中のアルブミンのみを検出する。感度は10〜20mg/dl程度である。
スルホサリチル酸法
酸による蛋白の変性を利用した方法で、尿中にアルブミンとグロブリンが含まれていると、スルホサリチル酸の陰イオンとイオン結合をして沈殿する。感度は5mg/dl以上である。
煮沸法
蛋白の熱変性を利用した方法で、尿中のアルブミンとグロブリンが熱により変性して凝固、沈殿する。感度は20mg/dl以上である。

## 陽性条件
- 生理的蛋白尿
  - 体位性蛋白尿
  - 機能性蛋白尿
    - 運動後、入浴後、発熱時
- 病的蛋白尿
  - 腎前性蛋白尿
    - M蛋白尿
      - 多発性骨髄腫
      - 白血病

    - ヘモグロビン尿
      - 溶血性貧血
      - 不適合輸血

    - ミオグロビン尿
      - 挫滅症候群
      - 発作性ミオグロビン尿症

    - その他
      - 播種性血管内凝固症候群

  - 腎性蛋白尿
    - 糸球体性蛋白尿
      - 糸球体腎炎
      - ネフローゼ
      - 糖尿病性腎症
      - アミロイド腎

    - 尿細管性蛋白尿
      - ファンコーニ症候群
      - ウィルソン病
      - 急性尿細管壊死

  - 腎後性蛋白尿
    - 結石
    - 腫瘍
    - 尿路系炎症
      - 細菌性尿道炎、膀胱炎、腎盂腎炎
      - 間質性膀胱炎
      - 精巣上体炎

## 注意点
正常であっても運動後や入浴後などでは陽性となる可能性もあるので、検査前日は激しい運動を控えたり、早朝尿を測定したりする必要がある。また、陽性となった場合は再測定を行い、偽陽性を減らす必要がある。